# Милобондз (остановочный пункт)
Милобондз (пол. Miłobądz) — остановочный пункт железной дороги в деревне Малы-Милобондз в гмине Тчев, в Поморском воеводстве Польши. Имеет 2 платформы и 2 пути.
Остановочный пункт на железнодорожной линии Варшава-Восточная — Гданьск-Главный, построен в 1873 году, когда эта территория была в составе Германской империи.